# Acacia fimbriata
Acacia fimbriata é uma espécie de leguminosa do gênero Acacia, pertencente à família Fabaceae.